# Решетников, Пётр Тимофеевич
Пётр Тимофеевич Решетников (24 июня [6 июля] 1885, Котельничский уезд, Вятская губерния — 25 марта 1974, Киров) — советский ботаник-растениевод, профессор, хозяйственный, государственный и политический деятель.

## Биография
Родился в деревне Решетниковы Котельничского уезда в 1885 году. Учился в Котельничском городском училище, в Вятском сельскохозяйственном техническом училище.
В 1907—1910 годах учился в Московском сельскохозяйственном институте, работал в лаборатории агрохимика, биохимика, физиолога растений Д. Н. Прянишникова. С 1910 года работал в Вятском сельскохозяйственно-техническом училище, с 1922 года — в Вятском педагогическом институте. Являлся сотрудником Вятского НИИ краеведения, членом Губплана. С 1930 года преподавал в Кировском сельскохозяйственном институте, заведующий кафедрой ботаники и растениеводства. Изучал рудеральную растительность Кировской области. Исследовал минеральное питание растений с целью повышения эффективности использования фосфоритов.
Был делегатом X, XI, XII губернских съездов Советов, в 1951—1954 годах депутатом Верховного Совета РСФСР 3-го созыва. Занимал должность первого председателя Кировского областного комитета защиты мира.
Умер в 1974 году в Кирове.

## Награды
- Орден «Знак Почёта»[3][2].

## Избранные труды
- Решетников П. Т. Валяльный промысел в Вятском уезде, по данным подворной переписи 1909 г. — Вятка: Вятское губернское земство, 1912. — 39 с.
- Решетников П. Т. Столярный промысел в Вятском уезде, по данным подворной переписи 1909 г. — Вятка: Вятское губернское земство, 1912. — 36 с.
- Решетников П. Т. Производство плетеных изделий из корня, прутьев ивы, черемухи и рябины в Вятском уезде, по данным подворной переписи 1909 г. — Вятка: Вятское губернское земство, 1913. — 32 с.
- Решетников П. Т. Главнейшие кормовые культуры вятского и соседних районов Горьковского края. — Вятка: Вятский научно-исследовательский институт краеведения, 1934. — 23 с.
- Решетников П. Т. Дикорастущие съедобные растения Кировской области. — Киров: Кировское кн. изд-во, 1944. — 40 с.
- Решетников П. Т. Выращивание кормовых корнеплодов в Кировской области. — Киров: Кировское кн. изд-во, 1948. — 42 с.
- Решетников П. Т. Кормовые культуры для прифермерских участков Кировской области. — Киров: Кировское кн. изд-во, 1948. — 42 с.

## Комментарии
1. ↑  Деревня Решетниковы, относившаяся к Рязановской, в 1920-е годы — к Даровской волости Котельничского уезда, в последующем входила в состав Гляденовского сельсовета Даровского района Кировской области; упразднена 21.9.1979[1].